# Dario Seifert
Dario Seifert (geboren am 2. April 1994 in Recklinghausen) ist ein deutscher Politiker (Alternative für Deutschland) und seit 2025 Mitglied des Bundestages.

## Partei
Von 2012 bis 2014 war Seifert Mitglied der Jungen Nationaldemokraten, der Jugendorganisation der NPD. Im Jahr 2014 nahm er an einem „Trauermarsch“ der NPD für die deutschen Opfer des Zweiten Weltkrieges in Stralsund teil. Die Neue Zürcher Zeitung nannte ihn 2025 den „Mann, der einmal ein Neonazi war“. Seifert war Gründungsvorsitzender der Jungen Alternative in Mecklenburg-Vorpommern.
Seifert ist Mitglied der Alternative für Deutschland (AfD). 2019 zählte Die Welt ihn zu einem innerparteilichen Kreis von „Rot-Kreuz-Trägern“, einer völkischen Gruppierung, deren Erkennungszeichen ein Jakobskreuz sei.
Nach NDR-Informationen wollte ihn AfD-Landeschef Leif-Erik Holm wegen „zu großer Nähe zu Rechtsextremen“ aus der Partei ausschließen lassen, er erreichte eine zweijährige Ämtersperre gegen Seifert ab Februar 2024 für parteiinterne Funktionen.

## Politik
Im Jahr 2019 wurde Dario Seifert für die AfD in den Kreistag des Landkreises Vorpommern-Rügen gewählt. Dort gehörte er vor dem Hintergrund innerparteilicher Konflikte zwischen Dennis Augustin und Leif-Erik Holm zunächst einer der beiden AfD-Fraktionen an, ab Oktober 2020 der gemeinsamen Fraktion.
Zur Bundestagswahl 2021 wollte ihn der AfD-Kreisvorstand Vorpommern-Rügen als Kandidat im Bundestagswahlkreis Vorpommern-Rügen – Vorpommern-Greifswald I aufstellen lassen, die parteiinterne Kandidatur scheiterte gegen Leif-Erik Holm mit 49:51 Stimmen.
Im Jahr 2024 wurde Seifert wieder in den Kreistag Vorpommern-Rügen gewählt. Zudem zog er im Juli 2024 für die AfD in die Stralsunder Bürgerschaft ein. Er ist erster stellvertretender Vorsitzender der AfD-Fraktion im Kreistag Vorpommern-Rügen und Vorsitzender der AfD-Fraktion in der Stralsunder Bürgerschaft.
Bei der Bundestagswahl 2025 zog er über das Direktmandat (37,3 Prozent der Erststimmen) des Bundestagswahlkreises Vorpommern-Rügen – Vorpommern-Greifswald I in den 21. Deutschen Bundestag ein.

## Privates
Seifert wurde in Recklinghausen geboren und wuchs auf Rügen auf. Er lernte Kaufmann für Bürokommunikation bei Sixt SE in Rostock und lebt seit etwa 2014 in Stralsund. Er hat einen Sohn.